# Disfrenia
Il termine disfrenia viene attualmente utilizzato come un sinonimo generico per disturbo mentale nell'adulto, o in presenza di deficit cognitivi, verbali, comportamentali diversi in ragazzi o adolescenti.
La disfrenia costituisce inoltre una diagnosi psichiatrica utilizzata solo nella Repubblica Popolare Cinese ove è applicata frequentemente ai seguaci della setta Falun Gong e di altri movimenti visti come contestatori dal governo centrale di quel Paese.
Il termine disfrenia è stato proposto originalmente dal medico specialista tedesco Karl Kahlbaum per designare un quadro clinico della psichiatria del XIX secolo.
Recentemente è stato proposto il termine disfrenia tardiva che indicherebbe una sindrome iatrogena da psicofarmaci antipsicotici.